# 山田潔 (国語学者)
山田 潔（やまだ きよし、1943年（昭和18年） - ）は、日本の国語学者。昭和女子大学名誉教授。

## 人物
東京都生まれ。1970年東京学芸大学大学院博士課程満期退学。國學院大學助教授、昭和女子大学文学部教授、人間文化学部教授。2003年「玉塵抄の語法」で東洋大学博士（文学）。2016年昭和女子大学名誉教授。

## 著書
- 『玉塵抄の語法』清文堂出版、2001
- 『中世文法史論考』清文堂出版、2008
- 『日本文法学の系譜』昭和女子大学近代文化研究所 ブックレット近代文化研究叢書、2012

編纂
- 『邦訳日葡辞書逆引索引』編 笠間書院 笠間索引叢刊、1998

## 参考
- [ISBN　978-4-7924-1370-5]
- 山田 潔（昭和女子大学 教員紹介）（2016年3月15日アーカイブ） - 国立国会図書館Web Archiving Project